# Pic de la Calcina d'Oms
El Pic de la Calcina d'Oms és un cim de 599,2 m alt del terme comunal rossellonès d'Oms, a la Catalunya del Nord, tot i que l'extrem nord de la muntanya entra en el terme de Calmella, de la mateixa comarca.
És un dels contraforts del nord-est del Massís del Canigó, a la zona nord del terme d'Oms i al sud-est del de Calmella. És al nord-est del poble d'Oms.
Té una ampla vista sobre la plana del Rosselló, de les Corberes a l'Albera.